# Vârteșcoiu
Vârteșcoiu es una comuna ubicada en el distrito de Vrancea, Rumania.

## Superficie
Posee una superficie de 39,32 kilómetros cuadrados.

## Demografía
Hasta 2021 la población era de 3421 habitantes, con una densidad de población de 87,0 habitantes por kilómetro cuadrado.